# POŠK
El Pomorski Športski Klub, també conegut com a POŠK, va ser un club de waterpolo de la ciutat de Split, a Croàcia.
Fundat el 1937, el club es va fer un nom en el món del waterpolo, especialment a partir dels anys vuitanta, quan va competir contra els grans gegants de l'antiga iugoslava com el Mladost, el Jug, el Partizan o el Primorac Kotor.
El 2010 el club va parar la seva activitat degut a problemes econòmics i va desaparèixer definitivament.

## Palmarès
- Lliga de Campions
  - Campions (1): 1998-99
- Copa LEN
  - Campions (2): 1981-82, 1983–84
  - Finalistes (1): 1979-80
- Supercopa d'Europa
  - Campions (1): 1984
  - Finalistes (1): 1982
- Copa COMEN
  - Campions (3): 1984, 1985, 1986
- Lliga croata
  - Campions (1): 1997-98
- Copa croata
  - Campions (1): 1999-00
- Copa iugoslava
  - Campions (2): 1980, 1982–83